# Martine Rahier

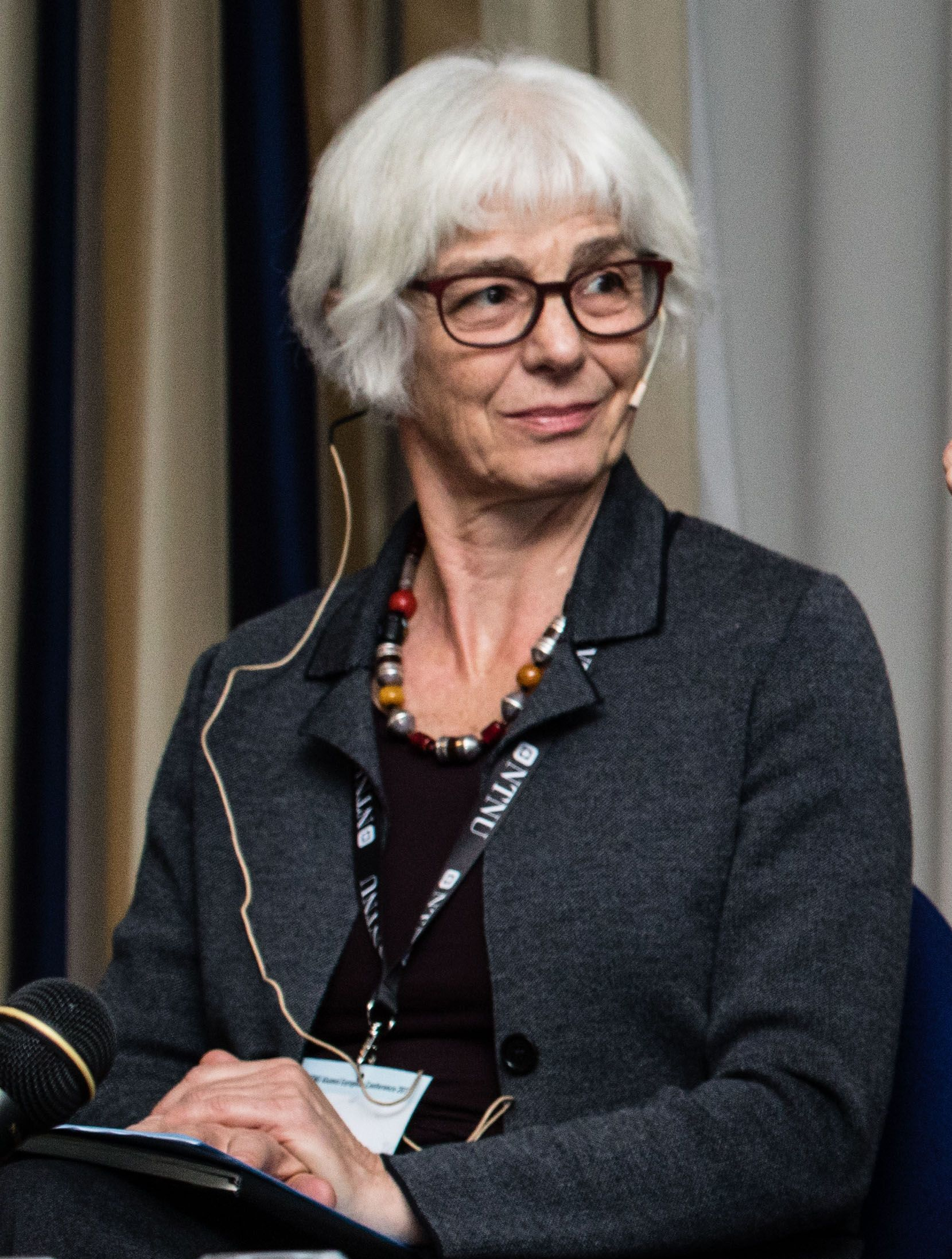
Martine Rahier bei der NTNU Alumni European Conference in Brüssel, 8. November 2017

Martine Rahier, auch Martine Rowell-Rahier, (* 27. Juni 1954 in Belgien) ist eine belgische Professorin für Tierökologie und Entomologie und bis Ende 2016 Rektorin der Universität Neuenburg.

## Leben
Martine Rahier studierte Agrarwissenschaften mit Spezialisierung in angewandter Zoologie an der Université libre de Bruxelles und machte ihren Abschluss als Agraringenieurin 1977. An der Cornell University und der University of California, Berkeley setzte sie ihre Studien von 1979 bis 1980 fort und spezialisierte sich auf Tierbiologie. Sie promovierte 1983 an der Universität Basel zum Doctor of Science und wurde im selben Jahr Mutter eines Sohnes. 1993 folgte die Habilitation in Ökologie an der Universität Zürich. 1994 wurde sie als ordentliche Professorin für Entomologie (Insektenkunde) und Tierökologie an die Universität Neuenburg berufen und im Mai 2008 als erste Frau in der Westschweiz zur Präsidentin der Universität gewählt. Dieses Amt übte sie bis Ende 2016 aus.
Rahier forscht zur Interaktion zwischen Insekten und Pflanzen. In ihrer wissenschaftlichen Forschung legte sie früh den Fokus auf die alpine Blattkäfergattung Oreina cacaliae als Modellorganismus. Der Käfer ist in der Lage, giftige Alkaloide aus seiner Futterpflanze in ein Gift umzuwandeln, das bei Gefahr seinen Panzer bedeckt. Durch ihre Forschung international anerkannt, rief sie 2001 den Nationalen Forschungsschwerpunkt Plant Survival – Überlebenserfolg von Pflanzen ins Leben, den sie bis 2008 leitete. Das interdisziplinäre Netzwerk mit Sitz in Neuenburg besteht aus 200 Mitarbeitern an zwölf Schweizer Standorten. Ziel ist es, die Biodiversität in Naturgebieten zu gewährleisten und Lösungen für eine nachhaltige Landwirtschaft zu finden.
Von 2013 bis Ende 2015 war Martine Rahier Präsidentin von Swissuniversities – dem gemeinsamen Gremium der Schweizer Universitäten. Im April 2015 wurde sie in die European University Association gewählt (EUA; deutsch „Europäische Universitätsvereinigung“, der größte Verband europäischer Universitäten mit rund 850 Mitgliedern aus 47 Ländern des Europäischen Hochschulraumes) und 2019 für eine weitere vierjährige Amtszeit bestätigt. Martine Rahier ist seit 2014 Mitglied des Stiftungsrats der Schweizerischen Studienstiftung.
Rahier ist Mitglied zahlreicher nationaler und internationaler Gremien und Kommissionen, wie etwa dem Centre national de la recherche scientifique
(CNRS; deutsch Nationales Zentrum für wissenschaftliche Forschung) in Paris.

## Auszeichnungen
Im März 2005 wurde ihr für ihre wissenschaftlichen Verdienste der Preis der Fondation pour le rayonnement de Neuchâtel verliehen, 2006 wurde sie mit dem Doron Preis ausgezeichnet.

## Veröffentlichungen (Auswahl)
- B. Hägele, M. Rahier: Determinants of seasonal feeding of the generalist snail Arianta arbustorum at six sites dominated by Senecioneae. In: Oecologia. Band 128, Ausgabe 2, 2001, S. 228–236.
- P. Ballabeni, M. Rahier: Performance of leaf beetle larvae on sympatric host and non-host plants. In: Entomologia Experimentalis Et Applicata. Band 97, Ausgabe 2, 2000, S. 175–181.
- B. Hägele, M. Rahier: Dietary mixing in three generalist herbivores: nutrient complementation or toxin dilution? In: Oecologia. Band 119, Ausgabe 4, 1999, S. 521–533.
- B. Speiser, M. Rahier: Effects of food availability, nutritional value, and alkaloids on food choice in the generalist herbivore Arianta arbustorum (Gastropoda: Helicidae). In: Oikos. Band 62, 1991, S. 306–318.
- The food plant preferences of Phratora vitellinae (Coleoptera: Chrysomelidae). B. A laboratory comparison of geographically isolated populations and experiments on conditioning. In: Oecologia. Band 64, Ausgabe 3, 1984, S. 375–380.
- Relationships between Salix species and their herbivores : the example of Phratora vitellinae (Coleoptera: Chrysomelidae). Diplomarbeit/Dissertation. Universität Basel, 1983, OCLC 1072401942.